# Xenovarta compressa
Xenovarta compressa är en insektsart som beskrevs av Chandrasekhara A. Viraktamath 2004. Xenovarta compressa ingår i släktet Xenovarta och familjen dvärgstritar. Inga underarter finns listade i Catalogue of Life.